# Hochdorf (Lucerna)
Hochdorf és un municipi del cantó de Lucerna (Suïssa), cap del districte de Hochdorf.